# Inquisitor variabilis
Inquisitor variabilis é uma espécie de gastrópode do gênero Inquisitor, pertencente a família Pseudomelatomidae.